# Mudikalunga
Mudikalunga est un secteur du territoire de Gungu dans la province du Kwilu en République démocratique du Congo. Le code du secteur est 4203410

## Généralités
Selon le rapport d'enquête du 1er janvier 1924 diligenté par l'administrateur de territoire Huguen et le commissaire de district Vanderhallen concernant la chefferie de Mudikalunga, le secteur de Mulikalunga appartenait au district du Kwango, territoire de Kandale. 
C'est la tribu Bakwese (ou Kwese) qui peuple ces terres délimitées au nord par la rivière Kabandji jusqu'à la rivière Lutshima ; à l'est par la Lutshima jusqu'à la rivière Kalumbu ; au sud par la rivière Kalumbu et la limite nord de la chefferie Muwandu ; à l'ouest par la limite du territoire.
Le 1er janvier 1924, la population de Mudikalunga s'élevait à 2 153 personnes dont : 
- 740 hommes ;
- 729 femmes ;
- 684 enfants : 348 garçons et 336 filles.

## Villages dépendant de la chefferie
| Villages       | Chefs                      | Clans       |
| -------------- | -------------------------- | ----------- |
| Banza          | Chef Gpt Madunga Muniako   | Mukwa Banza |
| Nzuma (Ngonge) | S/Chef Gpt Kulumata Muluba | Mukwa NZuma |
| Kulungu        | Chef Zuma-Kikandji         | Kulungu     |
| Kazamba        | (Vient de mourir)          | Ndonga      |
| Binji          | Chef Kizenganzenga         | Bamba       |
| Kilala         | Chef Mukala                | Kilala      |
| Kasema         | Chef Kishia                | Kasema      |
| Kingulu        | Chef Kombo-Maseka          | Kingulu     |
| Munga          | Chef Kingashi              | Monga       |
| Mukolobo       | Chef Kifuma Sanze          | Mukolobo    |
| Bamba          | Chef Kangufu               | Bamba       |

## Histoire
Les populations de la chefferie de Mudikalunga sont un clan de Lunda provenant des sources du Kwango en Angola. Chassés par la famine, les Bakwese remontèrent vers le nord, sous la direction de Mwene-Putu, chef Bayaka. Ils quittèrent les Bayaka, et s’installèrent à Masita (territoire de Kikwit) auprès du chef Kizungu. La famine se fit bientôt sentir à nouveau, ils se séparèrent de Kizungu et vinrent s’installer sur la rive gauche de la rivière Lutshima, où ils sont actuellement. Les gens de Mwandu (chef investi) et de Kasitu Kisekele (non investi) les guidèrent afin qu'ils s’installent sur les terres en leur possession actuellement, au sud de Mudikalunga.
Un différend, qui eut pu avoir de graves conséquences, a surgi dans le groupement Mudikalunga à la fin de l’année 1923. Ce différend avait pour origine l’installation du nommé Kulumata Muluba (Kumidia Mata Muluba), venu du territoire de Kikwit, dans le village de Kinzuma (Ngonge), car il émettait des prétentions quant à la possession des terres et de l'autorité. Il arguait que son aïeul, Ngidi, venu du Kwango en même temps que Soko-a-Kikale, aïeul de Madunga, avait remis le pouvoir à Soko et, depuis ce jour, les Bakwa Banza avaient toujours gardé ce pouvoir. 
Bakwa Nzuma et Bakwa Mbanza avaient cependant vécu en bons termes car tous étaient issus d’une seule mère-cheffale Mbundu. Celle-ci engendra Dangwa-dia-Mbundu et Kafuti-ka-Mbundu. Kafuti-ka-Mbundu donna naissance à deux filles qui sont les lignées de ces deux clans : Kwango, l'ainée, lignée Nzuma et Kisanga, la cadette, lignée Mbanza.
Ce n’est qu’en 1924 que Madunga (Bakwa Mbanza) ne voulut plus partager les tributs avec Kisuma (Bakwa Nzuma) à la suite d’une palabre très ancienne. Tel est le motif qui poussa Kulumata Muluba à exiger des droits oubliés depuis longtemps. À l’heure actuelle, une détente s’est produite ; car il a été décidé d'un commun accord que les Bakwa Nzuma succédèrent aux Bakwa Mbanza à la mort du chef de groupement Madunga.

## Généalogie des chefs
| Chefs         | Clans        | Remarques                |
| ------------- | ------------ | ------------------------ |
| Ngidi         | Bakwa Nzuma  | Venus ensemble du Kwango |
| Soko-a-Kikale | Bakwa Mbanza | Venus ensemble du Kwango |
| Kitele Keba   | Bakwa Mbanza |                          |
| Kihita        | Bakwa Mbanza |                          |
| Kakinga       | Bakwa Mbanza |                          |
| Kabemba       | Bakwa Nzuma  |                          |
| Muteba        | Bakwa Nzuma  |                          |
| Mazenze       | Bakwa Nzuma  |                          |
| Kibondo       | Bakwa Mbanza |                          |
| Fumu-Meya     | Bakwa Mbanza |                          |
| Madunga       | Bakwa Mbanza |                          |

Kumidiamata Muluba (Kulumata Muluba), chef du village Nzuma (Ngonge) du clan Bakwa Nzuma est le successeur éventuel et/ou désigné de Madunga.